# Néfiach

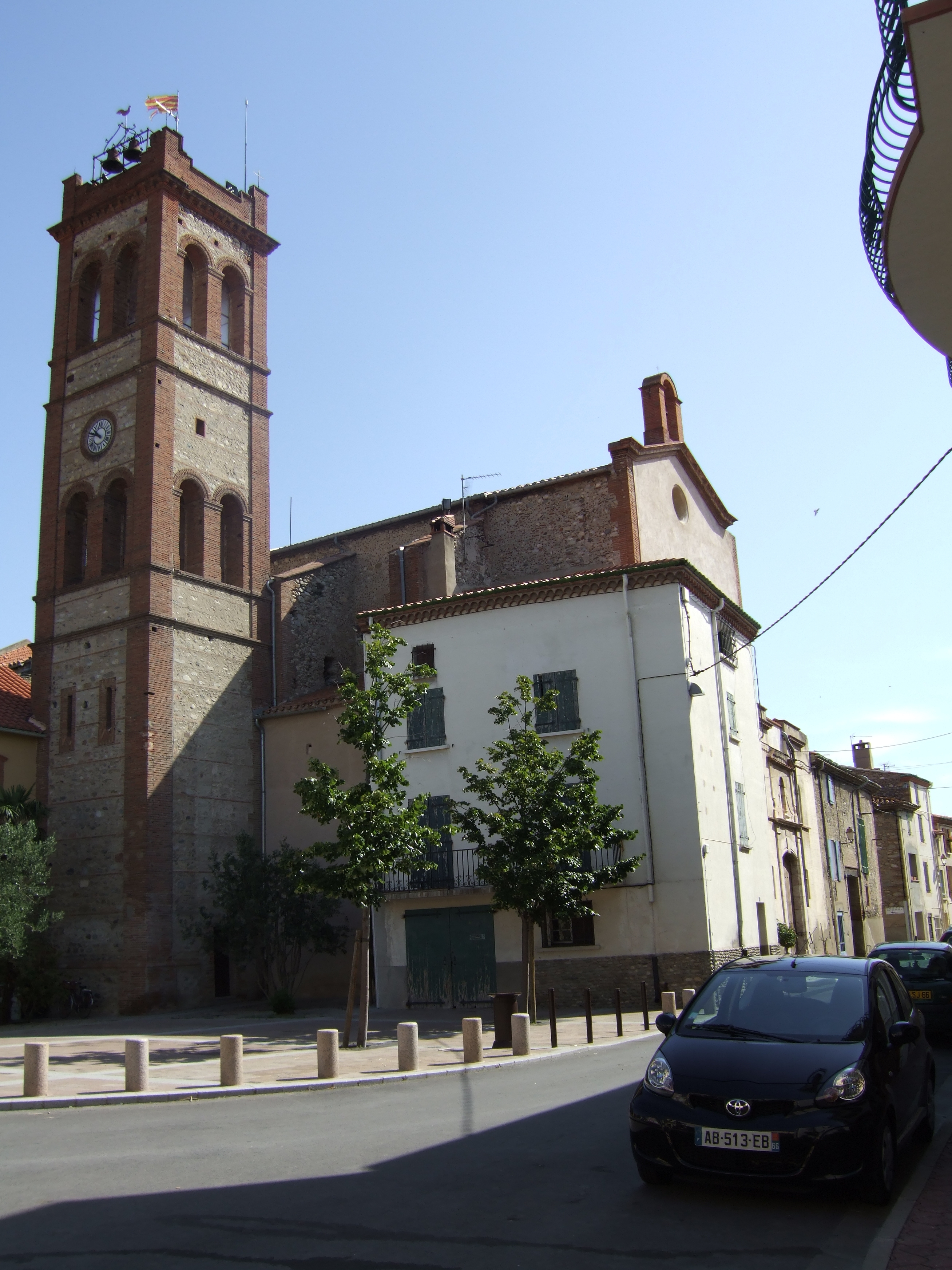
Kościół w Néfiach, 2009

Néfiach – miejscowość i gmina we Francji, w regionie Oksytania, w departamencie Pireneje Wschodnie.
Według danych na rok 1990 gminę zamieszkiwało 835 osób, a gęstość zaludnienia wynosiła 95 osób/km² (wśród 1545 gmin Langwedocji-Roussillon Néfiach plasuje się na 389. miejscu pod względem liczby ludności, natomiast pod względem powierzchni na miejscu 813.).

## Populacja

Populacja Néfiach w latach 1962–2008